# Oración de San Luis de Montfort a Jesús
La oración a Jesús de San Luis de Montfort es un reflejo de su filosofía de "consagración total a Jesucristo por María", tema que siglos más tarde influyó en el desarrollo de la mariología.

## Descripción
Aunque San Luis es quizás más conocido por su Mariologíacatólica y devoción a la Bendita Virgen María, su espiritualidad se fundamenta en el misterio de la Encarnación de Jesucristo, y está centrada en Cristo, como se refleja en sus obras recopiladas Sólo Dios.
Como sugiere la oración, San Luis introdujo los conceptos clave que subyacen a la  Mariología católica romana hoy en día: que Jesús y María son hijo y madre, redimido y redentor y que el camino hacia Jesús es a través de María. Teológicamente, la oración refleja la inclusión inherente de la Mariología en la Cristología. De este concepto se hizo eco el papa Juan Pablo II a propósito de su lectura de las obras de Montfort:
Entonces comprendí que no podía excluir a la Madre del Señor de mi vida sin descuidar la voluntad de Dios-Trinidad.

## Palabras de la oración
Oh amantísimo Jesús, dígnate permitirme derramar mi gratitud ante Ti, por la gracia que me has concedido al entregarme a tu santa Madre por medio de la devoción del Santo Cautiverio, para que sea mi abogada en presencia de tu majestad y mi apoyo en mi extrema miseria.
¡Ay, Señor! Soy tan desgraciado que sin esta querida Madre estaría ciertamente perdido. Sí, María me es necesaria a tu lado y en todas partes para aplacar tu justa ira, porque tantas veces te he ofendido; para salvarme del castigo eterno de tu justicia, que merezco; para contemplarte, hablarte, rezarte, acercarme a ti y agradarte; para ayudarme a salvar mi alma y las almas de los demás; en fin, María me es necesaria para cumplir siempre tu santa voluntad y buscar en todo tu mayor gloria. 
Ah, ¡ojalá pudiera proclamar por todo el mundo la misericordia que Tú me has mostrado! Ojalá todos supieran que, de no ser por María, ya estaría condenado. Ojalá pudiera agradecer dignamente tan grande bendición. María está en mí. 
¡Oh, qué tesoro! ¡Oh, qué consuelo! ¿Y no seré enteramente suyo? ¡Oh, qué ingratitud! Mi querido Salvador, envíame la muerte antes que semejante calamidad, pues prefiero morir a vivir sin pertenecer enteramente a María. Con San Juan Evangelista al pie de la Cruz, la he tomado mil veces por mía y otras tantas me he entregado a ella; pero si aún no lo he hecho como Tú, querido Jesús, quieres, renuevo ahora esta ofrenda como Tú quieres que la renueve. 
Y si ves en mi alma o en mi cuerpo algo que no pertenezca a esta augusta Princesa, te ruego que lo tomes y lo arrojes lejos de mí, pues todo lo que en mí no pertenece a María es indigno de Ti.
Oh Espíritu Santo, concédeme todas estas gracias. Planta en mi alma el Árbol de la Vida verdadera, que es María; cultívalo y cuídalo para que crezca y florezca y dé fruto de vida en abundancia. 
Oh Espíritu Santo, dame una gran devoción a María, tu fiel esposa; dame una gran confianza en su corazón maternal y un refugio permanente en su misericordia, para que por ella formes verdaderamente en mí a Jesucristo, grande y poderoso, hasta la plenitud de su edad perfecta. Amén.